# Robert Graf (Schauspieler)
Robert Graf (* 18. November 1923 in Witten; † 4. Februar 1966 in München) war ein deutscher Theater- und Filmschauspieler.

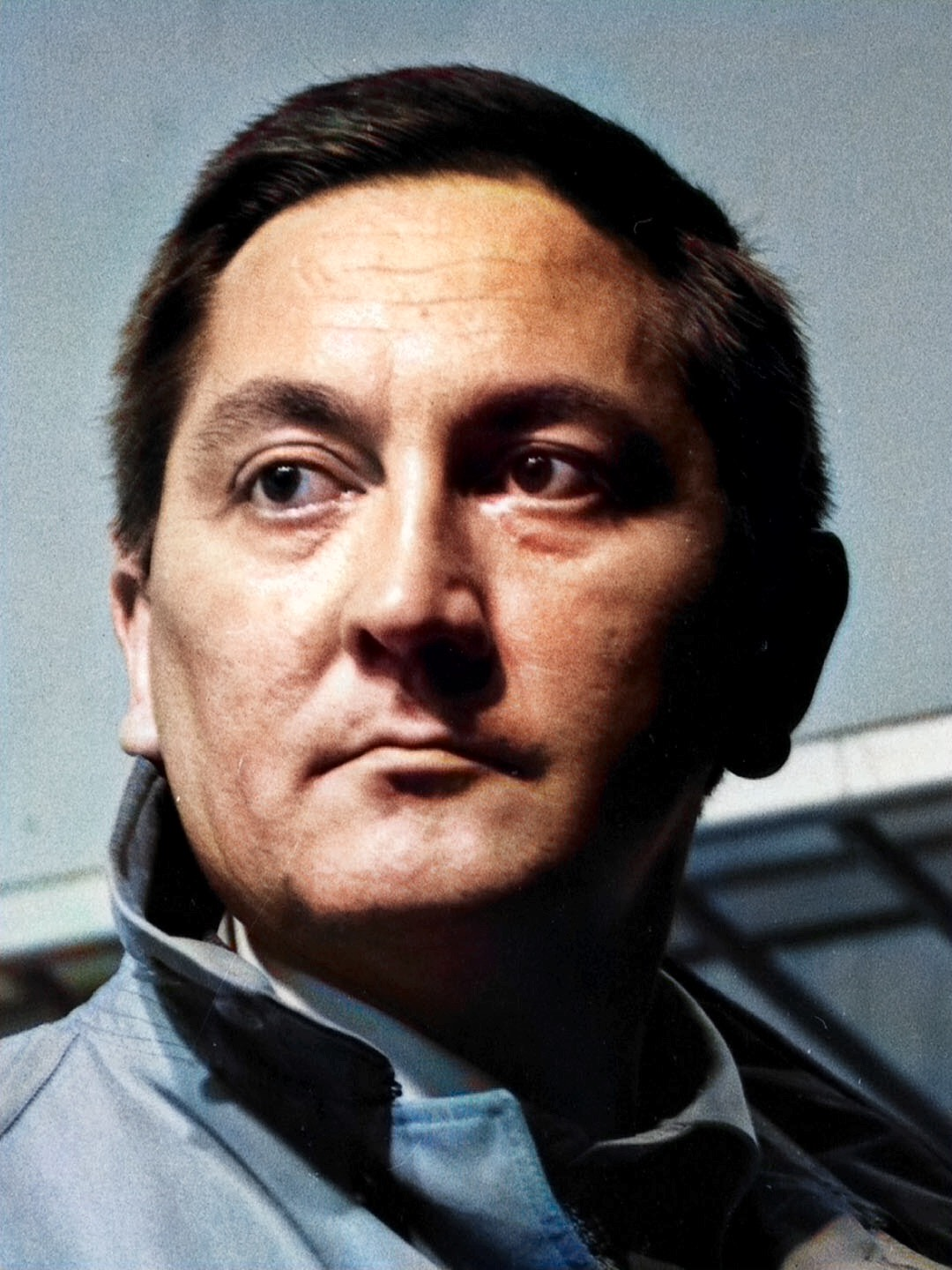
Robert Graf (kolorierte Fotografie)

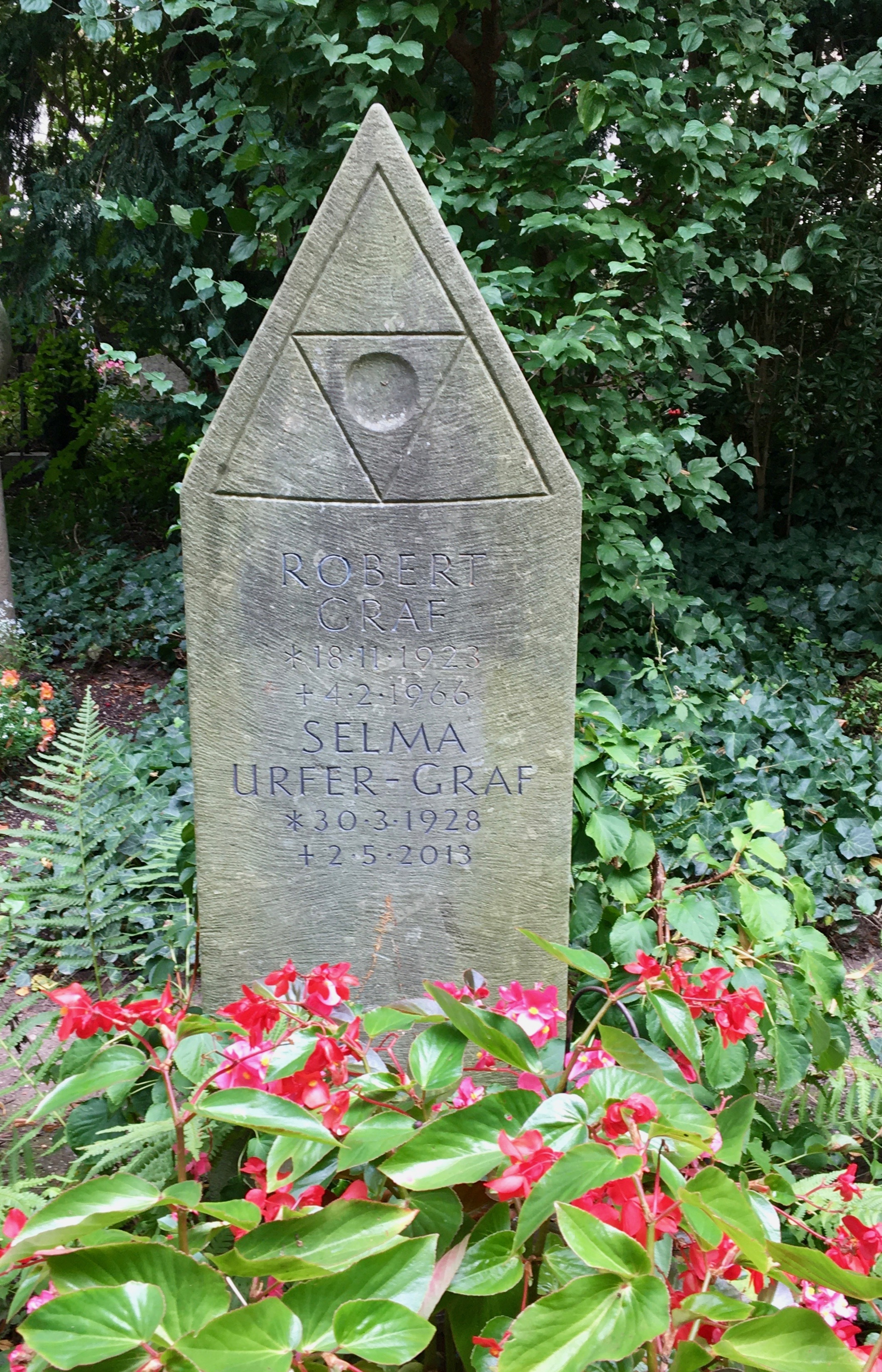
Grab von Robert Graf (1923–1966) am Bogenhauser Friedhof in München

## Leben und Werk
Graf war der Sohn des Musiklehrers und Chorleiters Max Albinus Graf und seiner Frau Cäcilie, geborene Koszarek. Er besuchte die Höhere Stadtschule Annen und anschließend das Realgymnasium Witten. Hier hatte er seine ersten darstellerischen Erfolge bei Gedichtvorträgen.
Nach dem Abitur 1942 wurde Robert Graf zum Kriegsdienst an der Ostfront eingezogen. Unmittelbar vor seiner Einberufung sprach er noch bei Saladin Schmitt vor, dem Intendanten des Düsseldorfer Schauspielhauses. Nachdem er auf Grund einer Verwundung am linken Oberarm nicht mehr als Soldat verwendungsfähig war, arbeitete er in der Rüstungsindustrie. 1944 ging Graf als vorübergehend zum Studium abgestellter Infanterist an die Universität München und studierte dort Philosophie, Kunstgeschichte und Theaterwissenschaft.
1946 stellte er den Kontakt zu einer Wanderbühne her und wurde 1947 an das Stadttheater Straubing verpflichtet. 1949 spielte er am nur kurze Zeit existierenden Hessischen Theater der Jugend in Wiesbaden und 1950/51 am Landestheater Salzburg. 1951 nahm er schließlich ein Engagement an den Münchner Kammerspielen an, wo er sich als Mitglied des Ensembles etablierte. 
Einige Jahre später wurde er auch im Filmgeschäft tätig, ab 1954 zunächst und dann in den sechziger Jahren wieder verstärkt in Fernsehfilmen, häufig unter der Regie von Franz Peter Wirth oder Ludwig Cremer. Abgesehen von einer kleinen Nebenrolle in Rudolf Jugerts Illusion in Moll (1952), gab Graf sein Kinodebüt 1957 in der Titelrolle des mehrfach preisgekrönten Avantgardefilms Jonas von Ottomar Domnick, für die er auch umgehend beim Deutschen Filmpreis desselben Jahres für ein Filmband in Gold als bester männlicher Hauptdarsteller nominiert wurde. Einem breiteren Publikum wurde Graf vor allem durch seine Mitwirkung in Kurt Hoffmanns Wir Wunderkinder (1958) (in der antagonistischen Rolle des sinistren Opportunisten Bruno Tiches) und ein Jahr später in Alfred Weidenmanns Buddenbrooks (als Bankrotteur und Mitgiftjäger Bendix Grünlich) bekannt. Für seine schauspielerische Leistung als Bruno Tiches wurde er im Rahmen des Deutschen Filmpreises 1959 mit einem Filmband in Silber als bester männlicher Nachwuchsdarsteller ausgezeichnet. Außer mit Hoffmann und Weidenmann, mit denen er noch je einen weiteren Film drehte, arbeitete Graf auch mit einigen anderen der renommiertesten deutschsprachigen Filmregisseure jener Zeit zusammen, etwa mit (in chronologischer Reihenfolge) Rolf Thiele, Gottfried Reinhardt, Robert Siodmak, Wolfgang Staudte und Michael Kehlmann. In dem Hollywood-Welterfolg Gesprengte Ketten (1963) von John Sturges verkörperte er den deutschen Wachsoldaten Werner, genannt „das Frettchen“. Oft spielte Graf Bösewichte und Schurken, stets auf eine seltsam subtile Art.
Graf war ab 1952 mit seiner Schauspielkollegin Selma Urfer verheiratet. Zusammen hatten sie drei Kinder, darunter ist der Regisseur Dominik Graf, der über seinen Vater zusammen mit Michael Althen den Dokumentarfilm Das Wispern im Berg der Dinge (1997) drehte. 1965 musste Robert Graf sich wegen einer Gefäßkrankheit einen Fuß amputieren lassen. Nur wenig später starb er 42-jährig in seinem Haus in München. Seine Grabstelle befindet sich auf dem Bogenhausener Friedhof in München (Grab Nr. 3-3-59).

## Filmografie
- 1952: Illusion in Moll
- 1954: Meuterei auf der Caine (Fernsehfilm)
- 1956: Schmutzige Hände (Fernsehfilm)
- 1956: Der schöne Gleichgültige (Fernsehfilm)
- 1956: Jeanne oder Die Lerche (Fernsehfilm)
- 1957: Jonas
- 1957: Das große ABC (Fernsehfilm)
- 1957: El Hakim
- 1958: Wir Wunderkinder
- 1958: Der Tod des Handlungsreisenden (Fernsehfilm)
- 1959: Und das am Montagmorgen
- 1959: Das schöne Abenteuer
- 1959: Buddenbrooks
- 1960: Lampenfieber
- 1960: Die Frau am dunklen Fenster
- 1960: Liebling der Götter
- 1960: Mein Schulfreund
- 1960: Die große Wut des Philipp Hotz (Fernsehfilm)
- 1960: Hauptmann, deine Sterne
- 1961: Der Weg ist dunkel (Fernsehfilm)
- 1961: Der Fälscher von London
- 1961: Zu viele Köche (Fernseh-Fünfteiler)
- 1961: Mörderspiel
- 1961: Sansibar (Fernsehfilm)
- 1961: Unsere kleine Stadt (Fernsehfilm)
- 1962: Wenn beide schuldig werden
- 1962: Die glücklichen Jahre der Thorwalds
- 1962: Karl III. und Anna von Österreich (Fernsehfilm)
- 1962: Montserrat (Fernsehfilm)
- 1963: Reisender ohne Gepäck (Fernsehfilm)
- 1963: Gesprengte Ketten (The Great Escape)
- 1963: Der Schatten (Fernsehfilm)
- 1963: Geliebt in Rom (Fernsehfilm)
- 1963: Die zwölf Geschworenen (Fernsehfilm)
- 1963: Zwei Whisky und ein Sofa
- 1964: Der Hund des Generals (Fernsehfilm)
- 1964: Frühstück mit dem Tod
- 1964: Eurydike (Fernsehfilm)
- 1964: Verdammt zur Sünde/Die Festung
- 1964: Sicher ist sicher (Fernsehfilm)
- 1964: Die Geschichte von Joel Brand (Fernsehfilm)
- 1964: Vorsicht Mr. Dodd!
- 1964: 2 × 2 im Himmelbett (Halløj i himmelsengen)
- 1965: Klaus Fuchs – Geschichte eines Atomverrats (Fernseh-Zweiteiler)
- 1965: Der Drache (Fernsehfilm)
- 1965: La Malcontenta. Begegnung in den Gärten Venedigs (Fernsehfilm)
- 1965: Das Landhaus (Fernsehfilm)
- 1966: Alle mal herhören, auch die, die schwerhören …! (Fernsehfilm)
- 1966: Portrait eines Helden (Fernsehfilm)
- 1966: Intercontinental Express (Fernsehserie, Folge Der Kronzeuge)

## Hörspiele
- 1961: Wolfgang Weyrauch: Totentanz (W.) – Regie: Martin Walser (Hörspiel – BR/NDR)
- 1966: Ingmar Bergman: Wilde Erdbeeren (Evald) – Regie: Rudolf Noelte (Hörspiel – BR/SWF/ORF)

## Auszeichnungen
- 1957: Nominierung für das Filmband in Gold beim Deutschen Filmpreis als bester männlicher Hauptdarsteller in der Rolle des Jonas in Ottomar Domnicks Jonas
- 1959: Filmband in Silber beim Deutschen Filmpreis als bester männlicher Nachwuchsdarsteller in der Rolle des Bruno Tiches in Kurt Hoffmanns Wir Wunderkinder
- 1961: Friedenspreis der Stadt München